# تربوفلجه
تربوفلجه (بالإنجليزية: Trbovlje)‏ هي مستوطنة تقع في سلوفينيا في Trbovlje Municipality. يقدر عدد سكانها بـ 14,842 نسمة ومساحتها 12.6 كم2 وترتفع عن سطح البحر 307 متر.

## المدن التوأمة
مدينة سالاومينيس هي مدينة توأمة لـتربوفلجه.

## أعلام
- كلمن لافريتش
- ماركو توشك
- بريمو روغيليتش
- ميشو بريتشكو
- بولونا دورنيك